# دیوید کانلیف
دیوید کانلیف (انگلیسی: David Cunliffe؛ زادهٔ ۳۰ آوریل ۱۹۶۳) سیاست‌مدار اهل نیوزیلند است.